# 上施派尔
上施派尔（發音：[ˈhoːxˌʃpaɪɐ]）是德国莱茵兰-普法尔茨州凯撒斯劳滕县的市镇，面积22.74平方千米，2023年12月31日人口为4,738人。